# Juges des dèmes
Les juges des dèmes, appelés également juges de paix, sont des magistrats de la démocratie athénienne siégeant aux tribunaux des dèmes. Ils sont au nombre de 30 et traitent les affaires civiles mineures (dont l'enjeu a une valeur inférieure à 10 drachmes). Le jugement qu'ils apportent est sans appel.